# Ministerio de Derechos Sociales
El Ministerio de Derechos Sociales, Consumo y Agenda 2030 de España, conocido en su primera etapa como Ministerio de Asuntos Sociales, es el departamento de la Administración General del Estado al que le corresponde la propuesta y ejecución de la política del Gobierno de la Nación en materia de derechos sociales y bienestar social, de familia y de su diversidad, de cohesión social y de atención a las personas dependientes o con discapacidad, así como de protección de los derechos y del bienestar de los animales.
Igualmente corresponde al Departamento la propuesta y ejecución de la política del Gobierno en materia de impulso, seguimiento y cooperación para la implementación de los Objetivos de Desarrollo Sostenible de la Organización de las Naciones Unidas. Por último, también se encarga de las políticas sobre consumo, protección de los consumidores y regulación del juego.
En las dos etapas en las que ha existido el Ministerio (1988-1996 y desde 2020), este se ha ubicado en los números 18 y 20 del paseo del Prado, un gran edificio llamado Casa Sindical de Madrid, hoy conocido por ser la sede central del Ministerio de Sanidad y que antes albergó la Delegación Nacional de Sindicatos.

## Historia

### Antecedentes
Desde hace siglos, en España ha existido una serie de servicios de carácter social para atender a los más desfavorecidos, pero estos han sido en su mayoría de carácter privado y muy vinculados a la Iglesia católica.

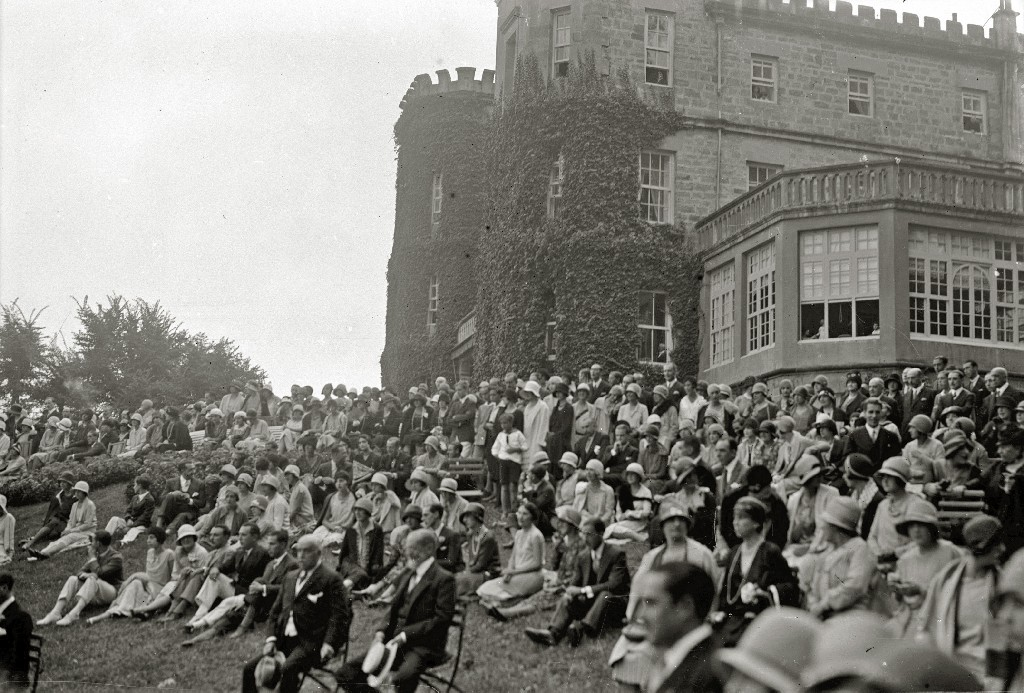
Fiesta de la beneficencia en San Sebastián (Guipúzcoa). Año 1928.

La evolución e importancia creciente de este aspecto social hizo que, durante el siglo xix, el Estado asumiera la tutela sobre aquellos establecimientos dedicados a la beneficencia, destacando en esta labor el Ministerio de la Gobernación, que desde su fundación tuvo competencias sobre las «casas de misericordia y de beneficencia».
A partir de la década 1840 estas políticas se fueron institucionalizando en torno a la Dirección General de Beneficencia, creada en 1847 en el seno del Ministerio de la Gobernación.
En este departamento se mantuvieron hasta 1977, cuando se transfirieron al Ministerio de Trabajo. Casi de forma inmediata fueron a parar al Ministerio de Sanidad y Seguridad Social y, en 1981, volvieron a Trabajo hasta 1988.

### Años 1980: los servicios sociales

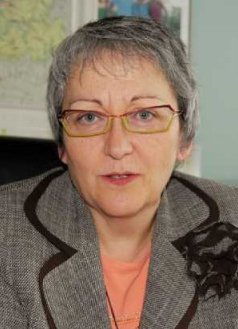
Matilde Fernández, primera persona en ocupar la cartera y quien más tiempo ha estado a cargo de esta.

A partir de la década de 1980 el concepto de «beneficencia» fue perdiendo peso en favor de «acción social» y «servicios sociales» y, en 1988, durante el segundo Gobierno de Felipe González, se creó por primera vez este departamento, bajo la denominación de «Ministerio de Asuntos Sociales». Este nuevo ministerio asumió competencias de hasta tres departamentos ministeriales, a saber:
- Las que tenían el Ministerio de Trabajo y Seguridad Social y el Instituto Nacional de Servicios Sociales en materia de servicios sociales y acción social.
- Las que tenía el Ministerio de Cultura, a través del Instituto de la Mujer y el Instituto de la Juventud.
- Las que tenía el Ministerio de Justicia a través de la Dirección General de Protección Jurídica del Menor.

En 1990 se establecieron en las Delegaciones del Gobierno unas Oficinas de Asuntos Sociales, que en 1993 se integraron en las Direcciones Provinciales de Trabajo, Seguridad Social y Asuntos Sociales y, desde finales de los años 1990, se integraron completamente en estas delegaciones, así como muchas de sus competencias fueron transferidas a las comunidades autónomas.
En el año 1993 se incrementó el ámbito competencial del departamento, asumiendo las funciones migratorias del Ministerio de Trabajo y las que ejercía el Ministerio de Sanidad y Consumo a través de la Delegación Nacional para el Plan Nacional sobre Drogas. Apenas cinco meses después, el Plan Nacional sobre Drogas se transfirió al Ministerio del Interior para unificar la política antidrogas del ministerio, no solo desde el ámbito de la represión, sino también para garantizar la prevención y rehabilitación.
Tras la formación de un nuevo gobierno en 1996, el departamento fue suprimido y sus funciones volvieron al Ministerio de Trabajo, ahora llamado «Ministerio de Trabajo y Asuntos Sociales».

### Décadas de 1990 y 2010: Sin ministerio propio
Esta estructura se mantuvo durante las dos legislaturas de José María Aznar y la primera de José Luis Rodríguez Zapatero.
A partir del segundo Gobierno de Zapatero, las competencias que antes correspondían al Departamento de Asuntos Sociales sufrieron numerosas variaciones. Por una parte, en 2008 el grueso de las competencias, ahora bajo el título de «Política Social», se integraron en el Ministerio de Educación, mientras que las competencias en materia de igualdad se constituyeron en un nuevo departamento, el Ministerio de Igualdad. Por otra parte, un año después las primeras abandonaron Educación para integrarse en el Ministerio de Sanidad y, en 2010, se suprimió el Departamento de Igualdad, cuyas políticas se rebajaron al rango de Secretaría de Estado y, de la misma forma, pasaron a Sanidad. De esta forma, todos los Asuntos Sociales fueron agrupados en Sanidad hasta 2020 (salvo Igualdad, que estuvo brevemente en el Ministerio de la Presidencia).

### El regreso del ministerio

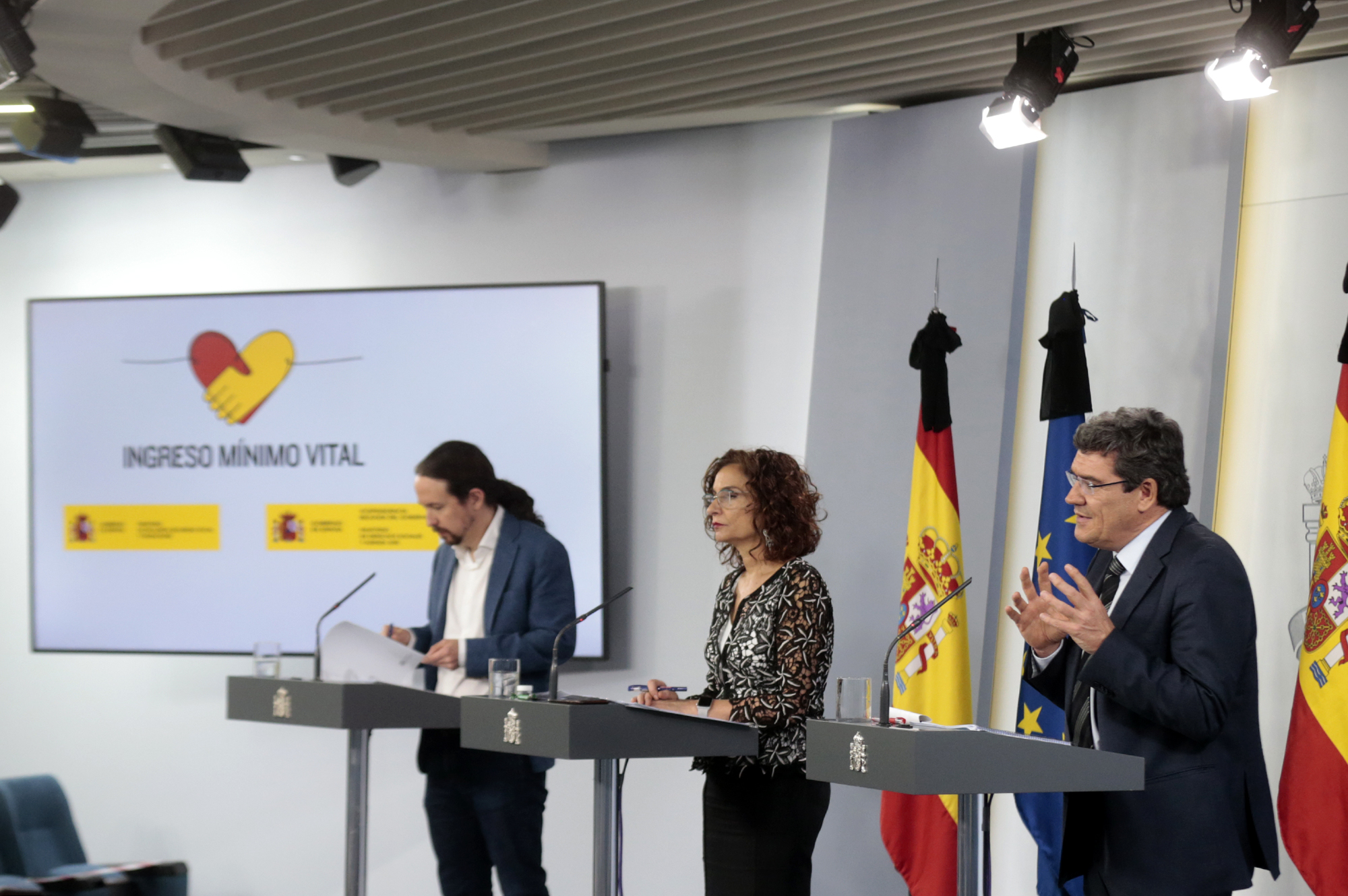
Los ministros de Derechos Sociales, de Hacienda y de Seguridad Social, en la rueda de prensa posterior al Consejo de Ministros extraordinario que aprobó el ingreso mínimo vital.

Con la formación del segundo Gobierno de Pedro Sánchez y la necesaria coalición gubernamental con Unidas Podemos que lo sostuvo, el acuerdo de gobierno supuso la creación de nuevos ministerios, entre los que destacó la recuperación de dos antiguos departamentos: Asuntos Sociales, ahora llamado «Ministerio de Derechos Sociales y Agenda 2030», con competencias sobre servicios sociales, infancia, juventud, familias, discapacidad y políticas relacionadas con la Agenda 2030; e Igualdad, con competencias sobre todo tipo de igualdad, prevención de la discriminación y violencia de género.
En esta etapa, y como consecuencia de los efectos derivados de la pandemia de COVID-19, el Gobierno aprobó lo que denominó «escudo social», una serie de medidas para paliar dichos efectos. Entre estas medidas destaca el ingreso mínimo vital, impulsado por el Ministerio de Inclusión, Seguridad Social y Migraciones con la participación de este departamento, así como medidas orientadas a garantizar servicios básicos y reducir los elementos de vulnerabilidad, a través de medidas como la suspensión de los cortes de luz o la suspensión de los desahucios, entre otros.
Tras la reforma gubernamental de noviembre de 2023, con la que Pedro Sánchez definió cómo sería su tercer Gobierno, el Ministerio de Derechos Sociales adquirió las competencias sobre consumo del suprimido Ministerio de Consumo.

## Estructura

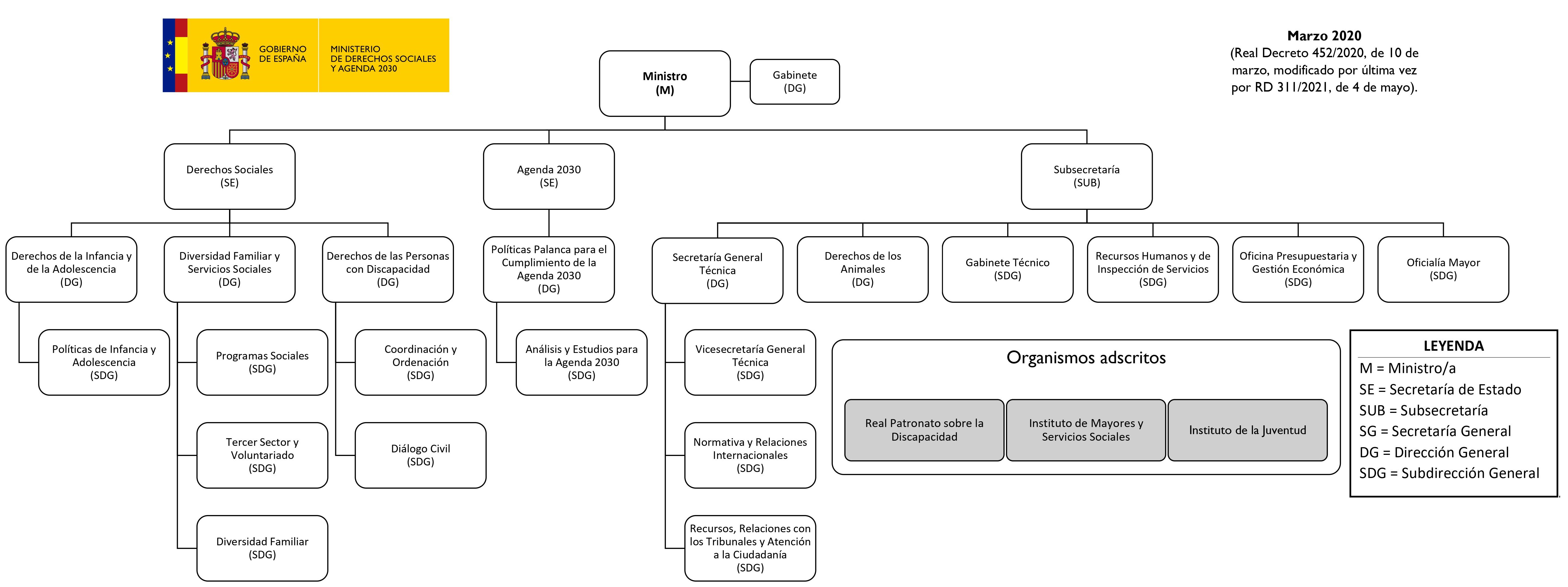
Organigrama del Ministerio de Derechos Sociales y Agenda 2030. Marzo de 2020.

Este Ministerio se estructura en los siguientes órganos superiores:
- La Secretaría de Estado de Derechos Sociales.
  - La Dirección General de Derechos de las Personas con Discapacidad.
    - La Subdirección General de Coordinación y Ordenación.
    - La Subdirección General de Diálogo Civil.

  - La Dirección General de Diversidad Familiar y Servicios Sociales.
    - La Subdirección General de Servicios Sociales.
    - La Subdirección General de Diversidad Familiar y Apoyo a las Familias.
    - La Subdirección General de Promoción del Tercer Sector y del Voluntariado.

  - La Dirección General de Derechos de los Animales.
- La Secretaría General de Consumo y Juego, con rango de Subsecretaría.
  - La Dirección General de Consumo.
    - La Subdirección General de Coordinación, Calidad y Cooperación en Consumo.
    - La Subdirección General de Regulación y Derechos de las Personas Consumidoras.
    - La Subdirección General de Inspección y Procedimiento Sancionador.
    - El Centro de Investigación y Control de la Calidad.

  - La Dirección General de Ordenación del Juego.
    - La Subdirección General de Regulación del Juego.
    - La Subdirección General de Inspección del Juego.

  - El Gabinete Técnico, con nivel de Subdirección General.
- La Subsecretaría de Derechos Sociales, Consumo y Agenda 2030.
  - La Secretaría General Técnica.
    - La Vicesecretaría General Técnica.
    - La Subdirección General de Normativa, Atención a la Ciudadanía y Publicaciones.
    - La Subdirección General de Recursos y Relaciones con los Tribunales.

  - La Subdirección General de la Oficina Presupuestaria y Gestión Económica.
  - La Subdirección General de Oficialía Mayor.
  - La Subdirección General de Recursos Humanos y de Inspección de Servicios.
- La Dirección General de Agenda 2030.
  - La Subdirección General de Relaciones Internacionales.
  - La Subdirección General de Análisis y Estrategia de Agenda 2030.
- El Gabinete, como órgano de apoyo inmediato a la persona titular del Departamento.

### Adscripciones
Directamente: 
- El Real Patronato sobre Discapacidad (RPD).

A través de la Secretaría de Estado de Derechos Sociales:
- El Instituto de Mayores y Servicios Sociales (IMSERSO).
- La Agencia Española de Seguridad Alimentaria y Nutrición (AESAN).

## Titulares

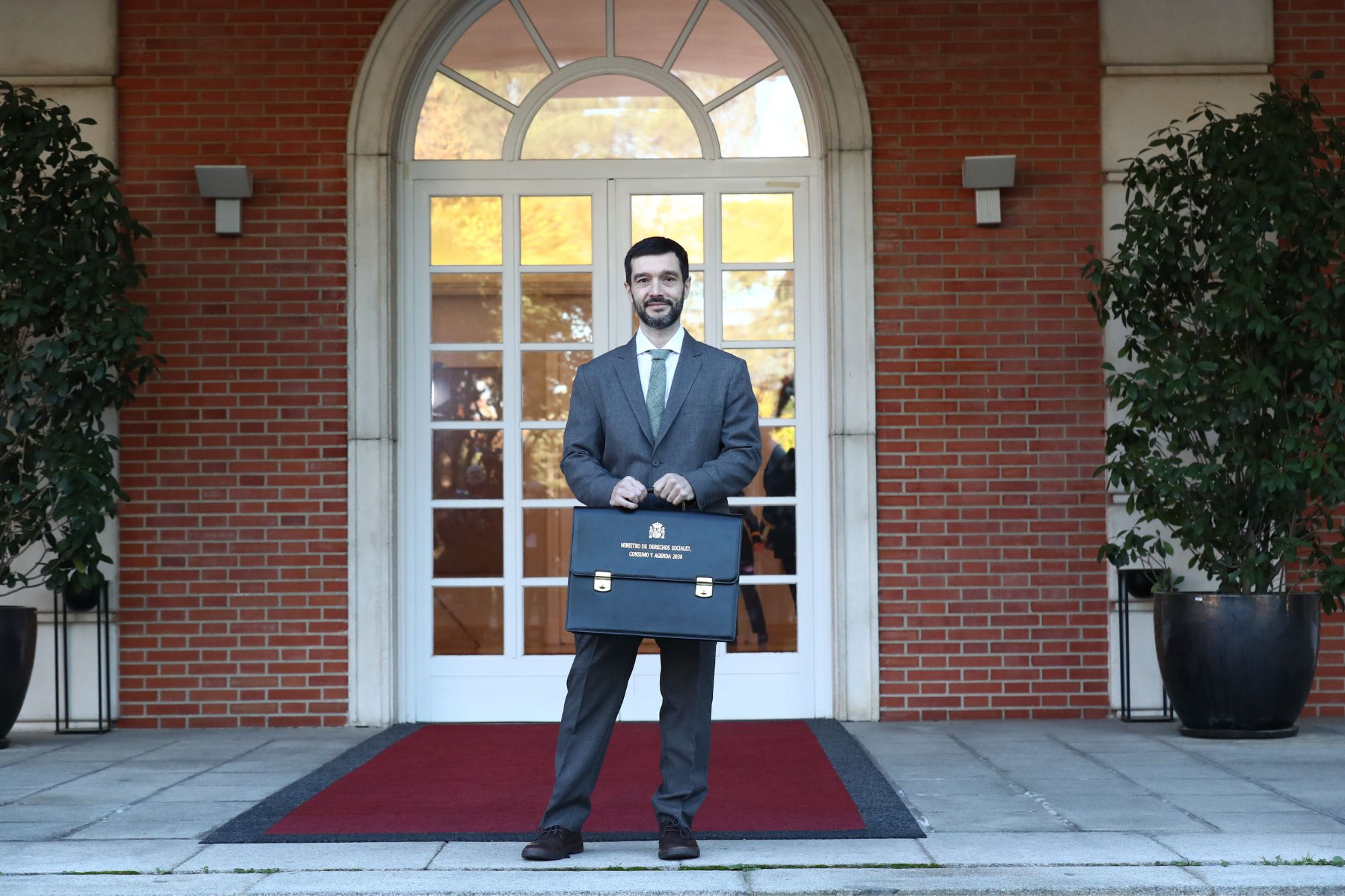
Pablo Bustinduy, ministro de Derechos Sociales desde 2023.

El cargo de ministro de Asuntos Sociales o de Derechos Sociales, ha sido una posición excepcional del Consejo de Ministros que ha existido en dos periodos de la historia de España; el primero, en el tercer y cuarto gobierno de Felipe González (1988-1996), y el segundo, durante el segundo gobierno de Pedro Sánchez (desde 2020).
Cinco personas han ocupado la cartera, tres mujeres y dos hombres. De ellos, Matilde Fernández fue quien la ostentó más tiempo, con 5 años y 2 días entre 1988 y 1993, y Pablo Iglesias Turrión el que menos, con 1 año y 77 días entre 2020 y 2021. Este último ostentó, al mismo tiempo, la condición de vicepresidente segundo del Gobierno.
El actual ministro de Derechos Sociales, Consumo y Agenda 2030 es el politólogo y político Pablo Bustinduy.

### Lista de titulares
| Imagen                                               | Nombre (nac.–fall.)            | Mandato                      | Mandato                      | Mandato                      | Partido                      | Partido                      | Presidente del Gobierno (Mandato) | Presidente del Gobierno (Mandato) | Monarca                   | Ref.          |
| Imagen                                               | Nombre (nac.–fall.)            | Nombramiento                 | Cese                         | Duración                     | Partido                      | Partido                      | Presidente del Gobierno (Mandato) | Presidente del Gobierno (Mandato) | Monarca                   | Ref.          |
| ---------------------------------------------------- | ------------------------------ | ---------------------------- | ---------------------------- | ---------------------------- | ---------------------------- | ---------------------------- | --------------------------------- | --------------------------------- | ------------------------- | ------------- |
| Ministro de Asuntos Sociales                         | Ministro de Asuntos Sociales   | Ministro de Asuntos Sociales | Ministro de Asuntos Sociales | Ministro de Asuntos Sociales | Ministro de Asuntos Sociales | Ministro de Asuntos Sociales | Ministro de Asuntos Sociales      | Ministro de Asuntos Sociales      | Juan Carlos I (1975-2014) |               |
|                                                      | Matilde Fernández (1950-)      | 12 de julio de 1988          | 14 de julio de 1993          | 5 años y 2 días              |                              | PSOE                         |                                   | Felipe González (1982-1996)       | Juan Carlos I (1975-2014) | [ 19 ]        |
|                                                      | Cristina Alberdi (1946-2024)   | 14 de julio de 1993          | 6 de mayo de 1996            | 2 años y 297 días            |                              | PSOE                         | [ 20 ] [ 21 ]                     | Felipe González (1982-1996)       | Juan Carlos I (1975-2014) |               |
| Cargo suprimido durante este intervalo.              |                                |                              |                              |                              |                              |                              |                                   |                                   |                           |               |
| Ministro de Derechos Sociales y Agenda 2030          |                                |                              |                              |                              |                              |                              |                                   |                                   |                           |               |
|                                                      | Pablo Iglesias Turrión (1978-) | 13 de enero de 2020          | 31 de marzo de 2021          | 1 año y 77 días              |                              | Podemos                      |                                   | Pedro Sánchez (2018-presente)     | Felipe VI (2014-presente) | [ 23 ] [ 24 ] |
|                                                      | Ione Belarra (1987-)           | 31 de marzo de 2021          | 21 de noviembre de 2023      | 2 años y 235 días            |                              | Podemos                      | [ 25 ] [ 26 ]                     | Pedro Sánchez (2018-presente)     | Felipe VI (2014-presente) |               |
| Ministro de Derechos Sociales, Consumo y Agenda 2030 |                                |                              |                              |                              |                              |                              |                                   | Pedro Sánchez (2018-presente)     | Felipe VI (2014-presente) |               |
|                                                      | Pablo Bustinduy (1983-)        | 21 de noviembre de 2023      | En el cargo                  | 1 año y 230 días             |                              | Sumar                        | [ 27 ]                            | Pedro Sánchez (2018-presente)     | Felipe VI (2014-presente) |               |

## Presupuesto
Para el ejercicio 2023, el Departamento de Derechos Sociales y Agenda 2030 tiene un presupuesto total consolidado de 1759,5 millones de euros. A esto hay que añadir el Instituto de Mayores y Servicios Sociales, organismo adscrito al departamento y que este supervisa a través de la Secretaría de Estado de Derechos Sociales, con un presupuesto para el año 2023 de 6 758,4 millones de euros.
En su presupuesto ordinario, podemos encontrar el Programa 231F «Otros servicios sociales del Estado», dotado con 360 millones de euros, el Programa 232A «Promoción y servicios a la juventud», que financia el Instituto de la Juventud con 55 millones de euros, y el Programa 231G «Atención a la infancia y a las familias», dotado con 44 millones de euros. Asimismo, el departamento destina casi 25 millones a las políticas de impulso de la Agenda 2030 y 7,5 millones a las políticas sobre los derechos de los animales.
Por último, cabe resaltar los fondos Next Generation EU que el ministerio destina a modernizar y digitalizar el sistema español de cuidados, servicios sociales y análogos, con más de 1 238 millones de euros para este año.

### Evolución
| Gasto consolidado del Ministerio de Derechos Sociales entre 2020 y 2023 Datos cada dos años, salvo el más reciente (en millones de euros) |
| |
| Fuente: Presupuestos Generales del Estado. Ministerio de Hacienda.                                                                        |

### Auditoría
A diferencia de otros departamentos ministeriales, las cuentas del Ministerio y de sus organismos son auditadas de forma interna por dos organismos. Por una parte, lo relativo al Departamento es auditado directamente por la Intervención General de la Administración del Estado (IGAE), a través de una Intervención Delegada en el propio Departamento; por otra, el IMSERSO, como entidad gestora de la Seguridad Social, es auditado por la Intervención General de la Seguridad Social (IGSS), si bien depende funcionalmente de la IGAE.
De forma externa, es el Tribunal de Cuentas el responsable de auditar el gasto.